# سیارک ۴۲۸۸
سیارک ۴۲۸۸ (به انگلیسی: 4288 Tokyotech، نامگذاری:1989TQ1) چهار هزار و دویست و هشتاد و هشتمین سیارک کشف شده‌است که در ۸ اکتبر ۱۹۸۹ کشف شد.
قدر مطلق سیارک برابر ۱۷.۰ است.